# سيرغي بروكوفييف
سيرغي سيرغييفيتش بروكوفييف (بالروسية: Серге́й Серге́евич Проко́фьев) مؤلف موسيقي روسي ولد في 23 أبريل (بالتقويم اليولياني 11 أبريل1891م) في إقطاعة سونتسوفكا في محافظة يكاتيرينوسلاف في الإمبراطورية الروسية (حالياً قرية كراسنويه في محافظة دونيتسك في أوكرانيا)، توفي في موسكو في 5 مارس 1953م. حاز على ست جوائز هي :جائزة ستالين (في السنوات 1943، 1946، 1947 و1951م) وجائزة لينين في سنة 1957م (بعد مماته).
ألف عددًا من السيمفونيات منها: قصة «بيتيا والذئب» للأوركسترا والراوي للأطفال.

## حياته

### روسيا: 1891-1918

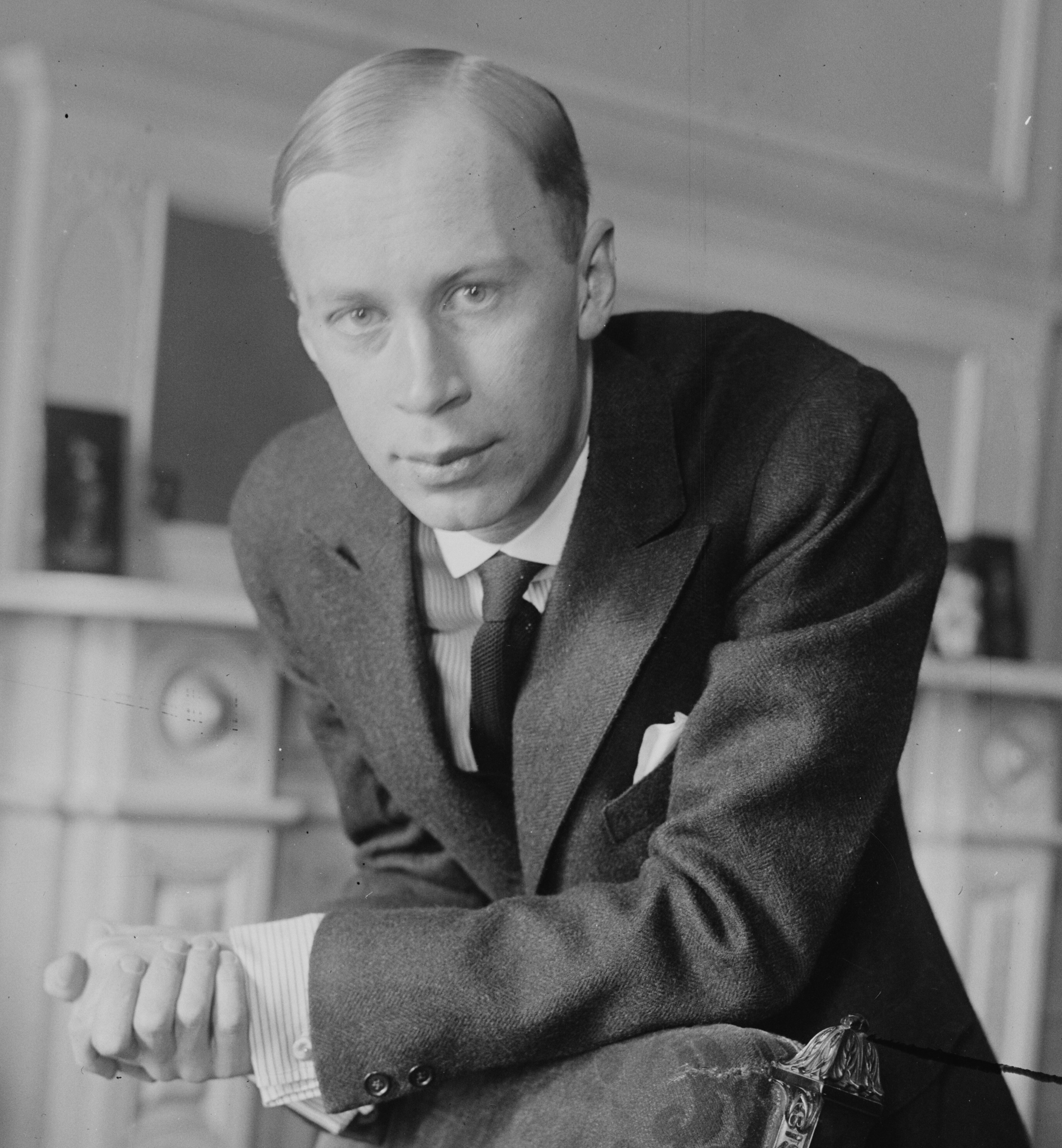
سيرغي بروكوفييف في سنة 1918.

سيرجي سيرجفتش بروكوفييف، مؤلف موسيقي وعازف بيانو، ولد في سونتسوفكا، في منطقة إكاتيرنوسلاف في أوكرانيا، في 27 أبريل 1891 (هذا التاريخ مذكور في شهادة ميلاده، رغم أن بروكوفييف نفسه اعتقد أنه ولد في 23 أبريل). أعماله الأولى، التي تدل على التقلب والسخرية الشديدة، تعكس التطور الفني في السنوات الأخيرة من روسيا القيصرية. بعد الثورة انتقل إلى أمريكا ثم إلى باريس وأصبح أسلوبه أكثر استقراراً وأوسع وأكثر غنائية. آخر 17 سنة من حياته قضاها في روسيا، التي حفزتها وقيدتها السياسات الثقافية لنظام ستالين. كان أكبر اهتمام له الموسيقى والمسرح، حيث كان كاتبا مسرحياً موسيقياً بالغريزة، مع إحساس حاد بالمسرح والشخصيات لكن أعماله الأوركسترالية والكونشرتات وسوناتات البيانو أيضا تركت انطباعاً هاماً على برامج الحفلات، ويظل واحداً من أكثر المؤلفين الذين عرضت أعمالهم بتكرار في القرن العشرين.
كان أبوي بروكوفييف مثقفين، فقد كان والده مهندسًا زراعيًا أدار شبه قرية (ضيعة) كبيرة في أوكرانيا، وحصلت والدته على تعليمٍ جيدٍ وكانت اجتماعية وعازفة بيانو رائعة جداً مخلصة للموسيقى، خاصة لأعمال روبنتشاين وشوبان وبيتهوفن، مما كان له الأثر الأكبر عليه في سنواته الأولى. كان بروكفييف طفلاً وحيداً يحبه أبويه وذو موهبة موسيقية. كتب أول مقطوعة للبيانو في سن الخامسة، وفي التاسعة كان يعزف أسهل سوناتات بيتهوفن، وقبل صيف 1902 حين ذهب جليير إلى سونتسافوكا ليعلم الصبي، كان بالفعل قد كتب أوبريت وعدة مقطوعات قصيرة للبيانو.
من جليير تعلم أصول الهارموني والشكل والتوزيع، وبالمساعدة سرعان ما أكمل سيمفونية من أربع حركات. الأولى منها من الأغنيات الصغيرة وترجع إلى ذلك الصيف أيضًا. على مدى الخمس سنوات التالية كتب 60 من هذه المقطوعات القصيرة للبيانو، معظمها في شكل بسيط من ثلاثة أجزاء. من كل موسيقى طفولة بروكوفييف هذه المقطوعات تضم بوضوح ثمار التطورات المستقبلية، الأولى منها ما زالت طفولية ومحاكية، لكن بتزايد تتشكل مذكرات لتجاربه الموسيقية. قبل عام 1904 كان يكتب مقطوعات اسكرتزو ومارشات مع الميزان غير المعتاد والمقامات غير المالوفة والحركات الراقصة مع ايقاعات متقلبة والكثير من المقطوعات اللاحقة مليئة بنوع مميز من الدعابة الموسيقية.
سونتسوفكا قد تكون منعزلة موسيقيًا وجغرافيًا لكن بروكوفييف استمر على القتال بالبرنامج الموسيقي للحفلات خلال تدريس جليير، الذي استمر بشكل متقطع حتى 1904، وخلال زيارات سنوية في الشتاء مع أمه إلى موسكو. في هذه الزيارات عزف مقطوعاته الحديثة أمام تانييف، عام 1903 كانت قائمته المبهرة للأعمال قد تضمنت سوناتا للكمان، وجزء من سوناتا للبيانو وأوبرا جديدة «احتفال في وقت الطاعون». كان الآن ضرورياً لتطوره كمؤلف موسيقي الاتصال بشكل أكثر استمرارًا مع عالم الموسيقي وأيضا أن يكون تعليمه العام رسميًا. المسألة أصبحت عالقة في الهواء لبعض الوقت: كان آل بروكوفييف يكرهون إلزامه مبكراً بمشوار فني موسيقي. لكن في ربيع 1904 أخذوه إلى سانت بطرسبرغ وبناء على نصيحة جلازنوف تقدم للالتحاق بالكونسرفتوار.
في سبتمبر التالي اجتاز بروكوفييف امتحان الدخول. كان عليه قضاء العشر سنوات التالية في كونسرفتوار سانت بطرسبرغ واتضح أنه واحد من أكثر الطلاب غير المروضين. كان الكونسرفتوار نفسه غير مستقر بالمرة في تلك السنوات. «الأحد الدموي» وأول بدايات الثورة في يناير 1905 كان لها تداعيات فورية على المثقفين الموسيقيين في المدينة. أقيل ريمسكي كورساكوف من وظيفته بالكونسرفتوار لأنشطته المعادية للحكومة وكذلك العديد من زملائه، بمن فيهم جلازونوف وليادوف، الذين استقالوا تعاطفا معه. أغلق المبنى بالكامل لستة أشهر – والجلسة التالية 1905 – 1906 قاطعتها بتكرار مشكلات الموظفين. لكن نقص التدريس المستمر لم يكن السبب الوحيد لتعاسة بروكوفييف. كان صبياً عنيداً ومتغطرساً لكن أصغر بكثير من زملائه وكان أصدقاؤه قليلون. أكثر من ذلك خاب أمله للأسف من التدريس. اعتبر فصل ليادوف للهارموني ممل وعلاقته معه غالباً تطورت إلى نزاعات غير مريحة. دروسه اللاحقة في التوزيع الأوركسترالي مع ريمسكي كورساكوف اعتبرها مرهقة أيضاً وكان من الواضح أنه أصغر بكثير من الاستفادة من خبرة كورساكوف. ولكن دروس الكونرتبانط لليادوف لسنة 1906 عرفته على رجلين عوضت صداقتهما، التي دامت مدى الحياة، أكثر عن النقص العام للانتباه نحو موهبته. لقد كانا بوريس أساييف ونيكولاي مياسكوفسكي.
مياسكوفسكي الذي كان عمره 25 عامًا ترك أثرًا عميقًا على بروكوفييف على مدى عدة سنوات تالية. أكثر من أي أحد آخر قدم له التشجيع. وكان لمياسكوفسكي، بدلا من ليادوف، أثرًا بأن بروكوفييف أظهر مقطوعاته الأخيرة كأوبرا أوندينا وسلسلة من سوناتات البيانو (اثنان منهما أعيد تحويلها إلى سوناتينن من مقام 1 ومقام 28). وكذلك مثلت صداقته مع مياسكوفسكي بداية اتصاله المنتظم مع الموسيقى الجديدة في سانت بطرسبرغ. معا استكشفا أعمال سكريابين (الذي كان أثره يصعب تجنبه من أي مؤلف موسيقي روسي شاب) وماكس ريجر وريتشارد شتراوس وكلود ديبوسي. وحصلا على الدخول في امسيات الموسيقى المعاصرة وهي أساس تجمع الطليعة الموسيقية في سانت بطرسبرغ. هذه الحفلات اقيمت تحت رعاية بعض قادة حركة «عالم الفن» لدياجليف وهم كارتيجان وأفريد نوروك ووالتر نوفيل، هنا أعمال شونبرج وشتراوس وسترافنسكي الذين قدموا عروضهم الأولى في روسيا وهنا أيضا في 31 ديسمبر 1908 قدم بروكوفييف ظهوره الأول أمام الجمهور كمؤلف وعازف بيانو. عزف بعض مقطوعاته للبيانو لسنة 1907 – 1908 من بينهما أعمال «الإيحاء الشيطاني» واستقبله الجمهور بشكل عاصف.
الصحافة أعلنت أن موسيقاه «غير مفهومة» و«حديثة أكثر من اللازم»، وفي عدة سنوات قليلة لاحقة بذل أقصى جهده للحفاظ على هذه الصورة للصبي المتمرد.
بلا شك كان في هذه المقطوعات القصيرة للبيانو – لاحقا صنفت إلى مصنف 3 و4 – معظم الصفات الفردية الخاصة بشكل مذهل لأسلوب بروكوفييف المبكر الذي ظهر في البداية. كتبها كما كانت لأدائه لتعكس كل من الشخصية غير المتصالحة للرجل الشاب والحدة العصبية لعزفه، وهي صفات أضفت إحساساً بالصدمة العصبية تقريباً للكثير من المعلقين المعاصرين له، وكان سترافنسكي وأسافييف من ضمنهم. من ناحية التركيب والإيقاع وحتى الأسلوب يبدو أنها مضاعفة بأحاسيس بروكوفييف المفضلة كعازف بيانو: إعجابه بالمفاتيح البيضاء من مقام دو الكبير والمقامات الصغيرة لري ومي ولا لكن مع الانتقالات المفاجئة إلى ومن المفاتيح السوداء لمقام ري بيمول الكبير ومقام سي بيمول الصغير وتداخله مع إيقاع متصاعد وتغيرات سريعة لاتجاه اليد وحركات الأصابع ذات النسق المحكم مما أدى إلى مقطوعات توكاتا سريعة عددها كبير وفقرات متتالية ديناميكية، الألحان الممتدة بشدة الخطوط الداخلية المعتمة الكروماتية الأوستناتو المتكررة من كل الأنواع وقوة الدفع المتكررة لموسيقاه من إما التشديد القوي الذي يشبه المطارق أو بالمقابلات. مع مقطوعات في مقام 3 و4 تقريبا كل هذه المكونات المميزة لأسلوبه موجودة بالفعل إذاً بالشكل الأساسي. كانت المجموعة السابقة أبسط فنياً وأبرد عاطفياً من المقطوعات الرائعة من مقام 4 وسلسلة من المقطوعات الصغيرة ذات إيماءات مبالغ فيها وعقد مبالغ فيها والتي تتصف بحدة أكبر للتنافر الهارموني من أي شيء في موسيقاه حتى الآن.
في نهاية فترة 1908-1909 تخرج بروكوفييف من كورس التأليف الموسيقي في الكونسرفتوار. تمتع بالقليل مما يكفي من هذا ولم تكن درجاته جيدة. في خيبة أمله مع تدريس التأليف الموسيقي، أصبح مهتماً بعزف البيانو وجعله ظهوره الأقل أمام الجمهور يدرك أنه كعازف لموسيقاه على البيانو قد يشتهر أكثر. لذا قرر للوقت الحاضر أن يستمر في الكونسرفتوار في كورسات البيانو وقيادة الأوركسترا.
قضى بروكوفييف صيف 1909 كالمعتاد في سونتسوفكا يؤلف الموسيقى، أسلوبه في العمل وموقفه من موسيقاه كان قد ترسخ بالفعل. راجع بتكرار وأعاد تنظيم النوتة الموسيقية. لم يقم فقط بمراجعات كثيرة لأعمال سابقة ولكنه قام بتطويع الحركات بتكرار وبمقطوعات كاملة لمجموعات جديدة من الآلات ظهرت متتاليات للبيانو ومتتاليات أوركسترالية من مدونات الباليه والأوبرا وحركات أوركسترالية من مقطوعات موسيقى الحجرة، وتم تطويع خطوط صوتية للكمان في الغالب لجذب العروض وأيضا بسبب أن الفكرة الموسيقية بالنسبة له لم يكن لها سياق خاص بالضرورة. وأيضا تم كتابة أعمال جديدة كليا باستخدام أفكار لحنية من نوت سابقة. أما موسيقى رباعية وترية لم تكتمل فقد دخلت في أوبرا «الملك الهائج» قبل إعادة كتابتها لتكون السيمفونية الثالثة، والأفكار الموسيقية الأصلية للسيمفونية الرابعة كان لها أصلها في باليه «الابن الضال» من بين الثلاثة أعمال في صيف 1909 وحده فقط، الأربع دراسات مصنف رقم 2، وصلت لصورتها الأخيرة في الحال. سوناتا البيانو الأولى مصنف رقم 1 كانت مراجعة عمل سابق (حصلت على رفض من دوائر الموسيقى الجديدة – رغم الموقف المميز ونضج تقنية التأليف) لأنها بدت مثل رخمانينوف، وسينفونيته مصنف رقم 5 مرت خلال نسختين قبل نشرها أخيرا سنة 1931.
بدأ بروكوفييف تلقي كورس البيانو مع آنا إسيبوفا في خريف 1909 ومثل السابق الفروق سرعان ما تطورت بين الطالب والمدرس. من الدروس الأولى مع أمه ولاحقا مع ألكسندر وينكلار اكتسب مهارة ملحوظة لكن دون إحساس بالانضباط احتقر برنامج الحفلات الكلاسيكية وإذا عزف موتسارت أو شوبرت على الإطلاق كان بتقديم تحسيناته الخاصة. فقط عند مواجهة الطرد من الكورس قبل بروكفييف طريقة تدريس إسيبوفا ولمصلحته، كل هذه السنوات الأربعة كانت حاسمة لمشواره اللاحق كعازف بيانو وأيضا لتطور جوانب معينة من أسلوبه في التأليف. قوة عزفه ودقته وعبقريته – كل هذه إضافات لتقنيته الشخصية – التي ظلت لها أثرا سائدا على تفكيره الموسيقي لعلى الأقل العقد التالي. لكن إسيبوفا طورت فيه تقدير للأشكال الميلودية الأرق والأكثر غنائية وحساسية أكبر تجاه اللون اللحني، العشر مقطوعات للبيانو مصنف رقم 12، اكتملت سنة 1913 هي دليل واضحا على التوسع في مجاله التعبيري. حتى أنه أصبح يقدر موتسارت وشوبرت.
كورس قيادة الأوركسترا مع نيكولاي تشيريبنين كان له أهمية هائلة لبروكفييف ليس لأنه كانت أكثر من مجرد مايسترو كفء حتى لموسيقاه الخاصة لكن بسبب تشيريبنين «الحديث» في مدرسي الكونسرفتوار أيضا شجعه على حافز للتجربة مع الأصوات الموسيقية. كان أثرا لم يتراجع حتى تعرف بروكفييف على عالم الباليه الروسي لدياجليف سنة 1914. تشيربنين نفسه كتب بأسلوب يدين كثيرا لكل من ديبوسي وسكريابين الطابع الحسي لهذه الأصوات، امتزج مع الجاذبية الحالية لأشعار الكتاب الرمزيين بيلمونت وبلوك – غموضها فوق كل شيء – أدى ببروكفييف ليؤلف سلسلة من الأعمال الكثيفة التي تتناقض بقوة مع معظم مقطوعاته حتى وقتها.
الطابع الرومانسي المشحون للفترة الأخيرة من موسيقى سكريابين والفترة الأولى من موسيقى شتراوس ليست صفة واضحة في أعمال معينة كتبت على مدار العشر سنوات الأخيرة أو نحو هذا، أعمال مثل القصائد السيمفونية «أحلام» و«اسكتش الخريف» كلاهما سنة 1910، بالاد للتشيللو وأبرا من فصل واحد مدالينا التي تأثرت بشدة بأعمال شتراوس إلكترا وسالومي وأغنيات من مقام 9 و23 و27 ومعظم عمله «الملاك الغاضب». الطباع الشخصي للرومانسية لدى بروكفييف يوصل نفسه للسامع بقوة شديدة كالتوتر المستمر ولاطاقة، موسيقى مدالينا بشكل خاص تبدو باستمرار على حافة الانطلاق. فنيا التهمة العاطفية لهذه الأعمال تبدو ناتج للطبقات البنائية لبروكفييف، الأسلوب الميلودي والهارموني لها ليس في حد ذاته مختلفا بوضوح عن موسيقاه الأخرى في هذا العصر. مقارنة مع «حكاية المهرج» أو «حب الثلاث برتقالات» كل من مالينا و«الملاك الغاضب» مدون أكثر للنوتة الموسيقية ملئ بأجزاء كروماتية ومبهمة وداخلية غالبا تكون مضاعفة في الفاصل الثالث والسادس مقابل الباص والبناء الذي به تنتزع الأشكال الميلودية الواسعة مقابل خطوط الباص الكروماتية. التنافرات الهارمونية دائمة التصارع نتيجة فرص البناء الصوتي الذي يكون به تآلفات – إضافة إلى الجليساندو الكروماتي وتأثيرات التريمولو من كل الأنواع. في سنواته اللاحقة حقق بروكفييف الكثافة العاطفية بأساليب أقل انفتاحا – أصبح التدوين الموسيقي أوضح وخطي أكثر، الخطوط الخارجية لأشكاله البنائية أصبحت أرق بشدة، لكن الشعور القوي للمناخ الذي خلق في هذه الأعمال الأولى ظل كوجود شبه مادي في أكثر النوت الموسيقية الذاتية له والكبيرة.
سنة 1910 مات والد بروكفييف وتدهورت أحوال حياة المؤلف البالغ 19 تبعًا لذلك. الضيعة في سونتسوفكا لابد من التخلي عنها، منحه والده منزلا في سانت بطرسبرغ وواصلت إعالته قدر الإمكان لكن الشاب الذي لم يتعرض لمصاعب مالية الآن واجه فرصة شق طريقه في الحياة. المأساة تصادفت مع بدايات الاعتراف به كمؤلف: 1911 كانت سنة مميزة في مشواره الفني. قدم حفله السيمفونية الأول أمام الجمهور، حين عرض عمليه «أحلام» و«اسكتش الخريف» في موسكو في يوليو، ظهرت أعماله في شكل مطبوع للمرة الأولى حين أصدر يرجنسون أول سوناتا للبيانو والمقطوعات مصنف رقم 3، وبدأ عمله الأول الأقل نضجا بالنسبة لتصوره وتحقيقه (مثلما كتب لاحقا)، كونشرتو البيانو الأول. كان هذا أيضا أول عمل مثير للجدل يكتبه بحق، حيث وصل به لمقدمة الرأي النقدي في الدوائر الموسيقية في كل من سانت بطرسبرغ وموسكو. تصوره الأول كان لكتابة كونشرتينو قصير للبيانو والأوركسترا يمكنه عزفه بنفسه، والذي قد يكون اقتراح مالي معقول. امتد ليكون عملا عبقريا من حركة واحدة، مع جزء دقيق وبارع لعازف صولو. رغم أن الكونشرتو فريد في بناءه ثبت في الحال موقف بروكفييف تجاه النوع. تناوله غير عاطفي وغير حميم بشكل ملحوظ. عمدا يبسط الصراع التقليدي بين العازف الصولو والأوركسترا، الجمع بين البيانو والأوركسترا يصدر صوت أكبر وأفضل لآلة مفاتيح. الشكل الجزئي للعمل واضح ومادته اللحنية تبدو غير رفيعة. القوة القوية للنوتة لا يمكن إنكارها هي نتيجة ليس فقط للدافع الإيقاعي دون تراخي، لكن أيضا للتفصيل اللحني المتقلب – الانتقالات اللحنية بلا نهاية في أقسامها الأاسية الزخارف الانيقة للأندانتي المحوري.
العرض الأول لكونشرتو البيانو رقم 1 في موسكو أحدث ضجة وكان على الأرجح أكثر رد فعل عنيف من بعد بعض نقاده إضافة لحبه للاستعراض في العزف على البيانو الذي حث بروكفييف على كتابة بعض من اجرأ مقطوعات البيانو في شبابه سنة 1912، من بينها توكاتا مصنف رقم 11، اسكرتزو Humoresque مصنف رقم 12 وأول الأعمال الساحرة مصنف رقم 17. وإذا كان كونشرتو البيانو قد أحدث إثارة، الكونشترو الثاني (الذي أكمله في أوائل 1913) ترك سامعيه على حد ذكر الناقد كراتيجين «مجمدا من الخوف مع شعره واقف على رأسه». كان بلا شك الحدة المحمومة لحركاته المتوسطة التي أ؛ دثت إزعاجا، إضافة للإثارة العدائية لقسم التفاعل الطويل (الكادنزة) لعازف الصولو في الحركة الأ، لى. هذه الفقرة التي تتطلب العازف الماهر في أقصى حد واحد أكثر محطمي التقاليد في كل أعمال بروكفييف الأولى، التي ظهرت ذروتها في انفجار للتنافر الذي يعتمد على الأوستناتو حيث المقامية ليست غائبة مثلما هي غير متصلة. رغم الوقار لمعظم الحركات الخارجية للكونشترو (على الأرجح جزئيا نتيجة لإعادة كتابته النوتة سنة 1923) تبدو للجمهور في عرضها الأول في سانت بطرسبرغ على أنها وقاحة في المستقبل. بروكفييف أحدث فضيحة كبرى معظم النقاد يمكنها بالكاد إيجاد وصف قوي بما يكفي للإدانة.
أعوام 1913-14 كانت الأخيرة التي قضاها بروكفييف في الكونسرفتوار، وكان عليه المغادرة. كان يرغب في الحصول على جائزة روبنشتاين وهي أعلى جائزة معروضة لعازف بيانو طالب، وشرع في نيلها بطرق غير تقليدية. بدلا من الكونشرتو الكلاسيكي المعتاد، قدم الكونشرتو الأول وجعل يورجنسون بطبعه للمناسبة. نجح العمل ورغم عدم إجماع مختبريه في الرأي ومن بينهم جلازونوف نال الجائزة وهي جراند بيانو.
في الحال بعد تخرجه في يونيو 1914 قام بروكفييف برحلة للندن في صحبة والتر نوفيل. كان وقتها سنة 23، ومن الواضح على أعتاب الشهرة في روسيا كعازف بيانو ومؤلف موسيقي. أعجب به الناس في دوائر الموسيقى الجديدة كان يبدأ في إيجاد القبول من المؤسسة الموسيقية: مؤخرا عزف كونشرتو الباينو الأول في إحدى سهرات كوسفتسكي. أسلوبه في التأليف الموسيقي كان بالفعل مميز ومكون جيدا. لكنه الآن اتصل بالمجموعة الموسيقية التقليدية ليس في روسيا لكن في أوروبا دياجليف وسترافنسكي والباليه الروسي. اعتبر بروكفييف جاذبية دياجليف لا تقاوم، وموسيقيا تأثر بسحر الأعمال المسرحية لسترافنسكي.
في لندن شاهد «البلبل» و«طائر النار» و«بيتروشكا»، لكن كان لا عجب، «طقوس الربيع» التي كان لها أكبر أثر على أعماله للسنوات التالية. ربما كان سترافنسكي المؤلف الموسيقي الوحيد المعاصر الذي ترك اثرا مباشرا على موسيقى بروكفييف على أعمال مثل «حكاية المهرج»، كنتاتا (هم سبعة) والسيمفونية الثانية، رغم أنها واحدة لم يرغب بروكفييف الاعتراف بها. كان معجبا بسترافنسكي لكن من الواضح يوجد خصومات شخصية بينهما.
التقى بروكفييف مع دياجليف في لندن وعزف أمامه كونشرتو البيانو الثاني. كان دائما يبحث عن عمل روسي جديد، فكر دياجليف في تقديم العمل كباليه لكن وقتها كرر تكليف نوتة جديدة من بروكفييف لباليه موضوعه عن فترة ما قبله التاريخ. علاقات بروكفييف مع فرقة الباليه الروسي كانت غير منتجة لبعض الوقت، لم يكتب حتى 1921 أن عرضت الفرقة واحدة من باليهاته Ala i Lolli. بدأت عام 1914 كان مقررا لها الفشل من البداية كل من بروكفييف وجرودتسكي اللذين كتبا السيناريو لم يملكان خبرة أبدا في الكتابة لمسرح الباليه، و«وثنية» سترافنسكي في «طقوس الربيع» لم يكن سهل مضاهتها. أعد دياجليف حفلا في روما لبروكفييف في مارس 1915، لكنه رفض نوتة العمل. كلف بكتابة باليه ثاني وهو «حكاية المهرج»، بدأه سنة 1915 كانت واحدة من أجمل أعمال بروكفييف وأكثرها ذكاء لكن الحرب منعت عرضه في الحال.
رغم أهمية سيمفونياته اللاحقة، كان في باليهاته أن الفكر الأوركسترالي لبروكفييف (مثل سترافنسكي) وجد منفذه الطبيعي والمميز. ومن هذه النوت الأولى، بعيدة عن التذكرة المسموعة لأثر سترافنسكي، واضح أن دوافع بروكفييف الأساسية كانت في الواقع مختلفة تماما عن دوافع معاصره الأكبر سنا، خاصة في مجال الإيقاع. إيقاعات بروكفييف تقريبا كليا خارجية: تدور حول إيقاع غير متغير للميزان. في أقصى حد، في عمل Ala i Lolli القوة الإيقاعية للموسيقى تحمل في أنماط متكررة للإيقاع الهابط للميزان. النتيجة تكون الأشكال الإيقاعية الأكبر تقريبا دائما دورية. ألحان بروكفييف أيضا – تقريبا عكس ألحان سترافنسكي – هي قوية حسب الميزان تنقسم لبناء مميز للجمل، تقريبا كل أشكاله الخطية تميل لأن تعمل وتبدو مثل الأنغام – لكن ذات طبيعة مميزة بشدة. إذن حتما تراكيبه الأطول من النوع الغنائي؛ بالتالي أشكال الروندو المعقدة التي تؤكد على معظم موسيقاه لكل العصور.
وحتى نوت الباليه التجريبي السابقة هي موسيقى للرقص أكثر تميزا بكثير من أي الأعمال المسرحية لسترافنسكي قبل «حكاية جندي».
معظم فترة الحرب قضاها بروكفييف في بتروجراد حيث تفادى التجنيد بالالتحاق مرة أخرى كطالب بالكونسرفتوار هذه المرة في فصل الأرغن. منذ اتصاله مع دياجليف أصبح شخص تقليدي في بتروجراد الموسيقية وأعماله الحديثة حظيت بعروض عديدة. مع تأجيل العرض الأول لحكاية المهرج أخذ فكرة كانت في ذهنه لبعض الوقت لكتابة أوبرا اعتمادا على «المقامر» لدوستويفسكي. منذ رحيل دياجليف من روسيا كان الاعضاء الأصغر سنا لمديرية مسرح المارينسكي حريصا على مضاهاة نجاحه على أرض الوطن والمايسترو الجديد لاوركسترا المسرح، ألبير كوتس، وعد بأداء أوبرا بروكوفييف. مدركا أن إحداث إثارة كان متوقعا منه سمح بروكففيف بخياله أن يكون حرا في شكله الأصلي «المقامر» هو أكثر نوتة عنيفة وعفوية في أقصى حد من تقاليد الاوبرا التقليدية مع الانقسامات الرسمية والأعداد المحددة. الانطباع يتميز بعفوية كاملة – المجال الملون من الأفكار الجديد التي تتبع بعضها بشكل فيه لهاث ومرتبطين معا فقط بالتخصيص الدرامي والطاقة الإيقاعية. توجد ألحان متكررة (موتيف) لكن هذه تجتاحها إسراع الاوبرا نحو ذروتها المشهد المذهل في القاعة التي «سمح بروكفييف لنفسه باعتبارها جديدة كليا في مراجع الاوبرا» وهي بالتأكيد واحدة من أبرع إنجازاته كمؤلف. عمل بسرعة في النوتة، وبدأت البروفات في يناير 1917. كان هناك مصاعب في الحال تقريبا، لم يكن المطربون سعداء في ادوارهم استقال المايسترو تمردت الاوركسترا ومع الثورة الأولى في نهاية فبراير 1917 يجب إلغاء العرض.
ثورة فبراير لم تسبب أي اضطرابات كبرى في الحياة الموسيقية في بتروجراد مع ذلك ظلت المسارح مفتوحة واستمرت الحفلات الموسيقية. قضى بروكفييف ذلك الصيف في قرية تقع على حدود المدينة يعمل في كونشرتو الكمان الأول والسيمفونية الكلاسيكية. هذان العملان رغم اختلافهما يقدمان بعض أوائل الإشارات على الإيضاحات في المستقبل في الاسلوب الموسيقي لبروكفييف. حقيقي في تصوره الاصلي ككونشرتينو كونشرتو الكمان يكون عمدا غير مثير وغير استعراضي: تتطور موسيقى الخط الصولو من وتمتزج مع نسيج اوركسترالي شفاف بشكل غير معتاد في هذا الوقت في علاقة تتميز بالتوتر لكن بالتلاحم. الكودا التصاعدية للحركة الأخيرة حقا واحدة من أكثر الفقرات الرابسودية التي كتبها بروكفييف في حياته. بدأت السيمفونية الكلاسيكية كتجربة في التاليف دون البيانو، كانت عمدا قريبة من هايدن في الأسلوب مع إضافة «شيء جديد». العنوان خاص بالمؤلف المختار جزئيا كي يضايق المجددين، لكن أيضا على أمل أن يصبح العمل كلاسيكي. تحققت آماله: كان ضمن أول أعماله لينال اعترافا دوليا.

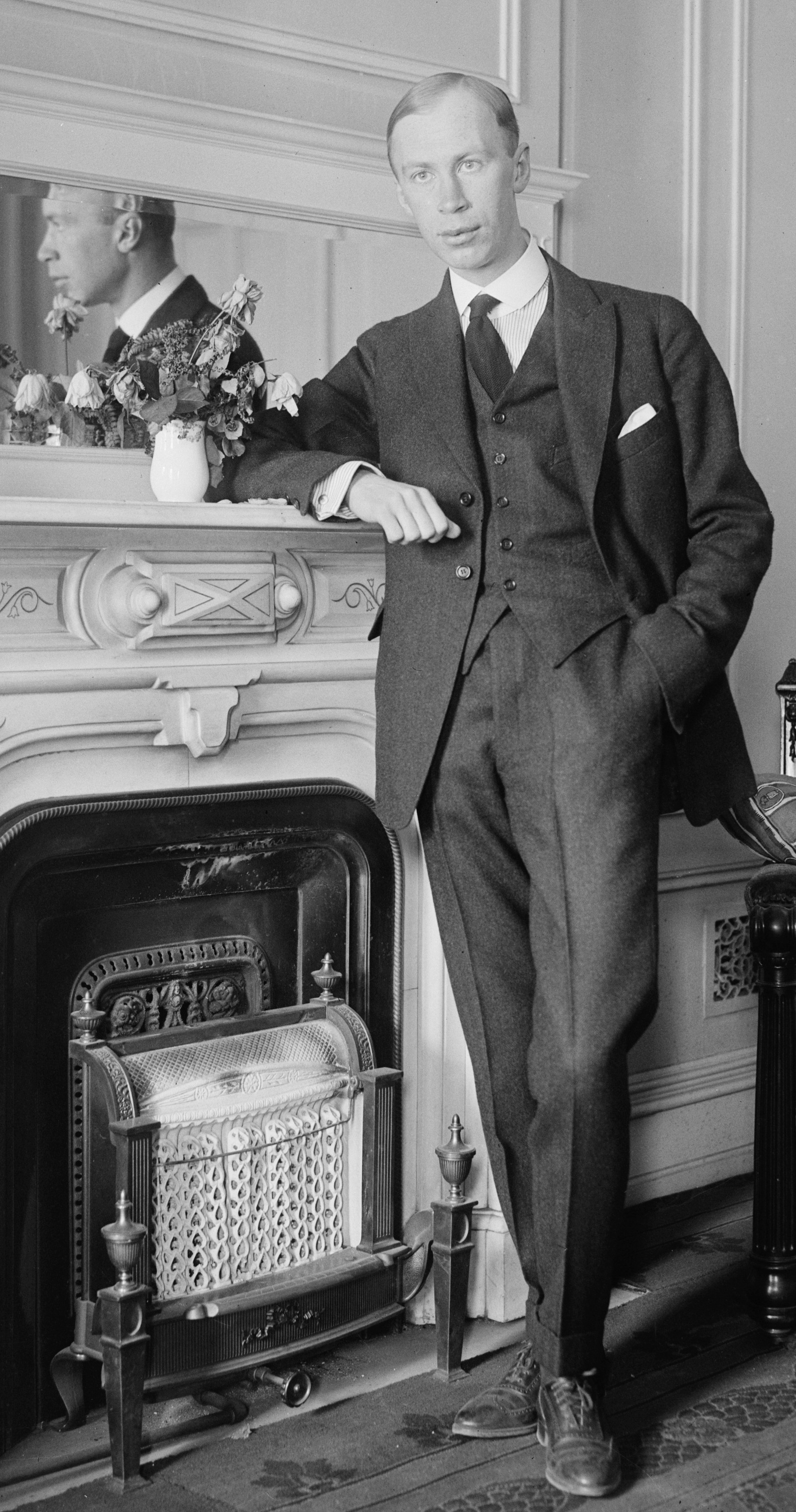
سيرجي بروكفييف حوالي سنة 1918)

أثناء هذا كانت بتروجراد تصل لمرحلة كارثة. في سبتمبر أشيع أن المدينة على وشك السقوط في أيدي الألمان وغادر بروكفييف لينضم لأمه في القوقاز. في 7 نوفمبر 1917 البلاشفة في حكم لينين انتزعوا السلطة من الحكومة الانتقالية في بداية الثورة جاءت الحرب الأهلية حيث قسمت الدولة لعدة جبهات حيث قاتل الجيش الأحمر البيض. كسلوفدسك في القوقاز حيث كان بروفكييف ماكثا، ظلت في ايدي البيض حتى مارس 1918 حيث احتلها الجيش الأحمر. بروكفييف وقتها عاد للشمال، أولا لموسكو ثم لبتروجراد. قدم بعض الحفلات بما في ذلك العروض الأولى للسيمفونية الكلاسيكية وسوناتات البيانو الثالثة والرابعة لكن قبل هذا الوقت قرر الذهاب للخارج. بدا له أن روسيا في حالتها الحالية غير المستقرة لم تستخدم الموسيقى الجديدة كثيرا. في مايو 1918 غادر إلى أمريكا من الواضح مع نية العودة بعد عدة أشهر.

### الولايات المتحدة 1918–1922
كمؤلف عمره 27 سنة، كان بروكفييف يملك مبررا جيدا في النظر إلى مستقبله العاجل روسيا بتفاؤل داخل روسيا كان مشواره الفني ناجحا بشكل مذهل. تمكن من التأليف بدافع خاص به كلياً، مع قليل من المصاعب المالية وبعض مشجعيه من المعارضين من نقاده. اتصاله مع أوروبا الغربية كان على الأقل مشجعاً وإن لم يكن بعد منتجاً. عرض «حكاية مهرج» كان ما زال وعد به دياجليف وأمل بروكفييف الآن اكتمال العمل، أن «المقامر» أيضا قد يعرض. أمريكا مع سمعتها بالانفتاح الفني يبدو أنها قدمت توقعات مثيرة في موقفه الحالي
الرحلة لنيويورك خلال فلاديفوستوك وطوكيو وسان فرانسيسكو استغرقت أكثر من أربعة أشهر. على متن السفنية شغل نفسه بخطط جديدة للتأليف. ليبريتو لأوبرا جديدة «حب الثلاث برتقالات» وضع مسودته، بدأ رباعية وترية من حركتين (سرعان ما تخلى عنها). وجد أن سمعته حقا وصلت قبله، لكنه سرعان ما صار صادف ضغوط مصاحبة. كمؤلف وظاهرة من روسيا الملحدة كان متوقعا منه التفوق على القيمة الجديدة لسترافنسكي لارضاء النقاد وكعازف كان عليه التنافس في المادة الفنية مع فنانين امثال رخمانينوف ليرضي مروجيه وجماهيره.
بدأ بروكفييف بشكل جيد بما يكفي. أول رسيتال صولو في قاعة أيوليان في نيويورك في 20 نوفمبر أحدثت اثارة مناسبة صناع الباينو الالي في الحال طلبوا التسجيلات منه ودار نشر في نيويورك فوضته بكتابة بعض مقطوعات جديدة للبيانو «حكايات جدة مسنة» منصف 31 واربع مقطوعات مصنف 32. هذه المقطوعات الجديدة الرقيقة والغنائية تقريبا بسيطة في المزاج تبدو تعود لأسلوب بعض أوائل مقطوعاته الصغيرة للبيانو وتركوا انطباعا صغيرا على أي ناشر أمريكي محتمل. عملان للكونشرتو الذي قدمهما فريدريك ستوك في شيكاجو بما في ذلك كونشرتو البيانو الأول ومتتالية السكثيون من اوبرا «ألا ولولي» كانوا ناجحين جدا حتى أن مدراء اوبرا شيكاجو عرضوا إنتاج أحد أعماله للمسرح وافقوا على خطط لاوبراه الجديدة ووقع عقد لعمله حب البرتقالات الثلاثة في يناير 1919 اكتمل العمل قبل أكتوبر لتدخل في موسم الشتاء.
أمل العرض لابد أنه ملأ بروكفييف بالسرور لكن في هذه الحالة كان قصيرا!. رغم انجذابه مدى الحياة للأوبرا لم يحقق أي نجاح غير معقد في هذه الوسيلة. قضى فترات طويلة غالبا تغلب على المشاكل المالية والإبداعية، كان يعمل في على الأقل عشر أوبرات خيبة الأمل التي صادفها في محاولة عرضها لابد أن ضمن أسوأ الصدمات في مشواره للتأليف الموسيقى. ثلاثة من العشرة. «مدالينا» و«خان بوزاي» و«بحار سعيدة» كان عليه التخلي عنها لقلة الدعم قبل إكمالها ثلاثة أوبرات أخرى، «الملاك الغاضب» و«الحرب والسلام» و«حكاية رجل حقيقي»، لم تكن لها عروض كاملة على المسرح في حياته. أول أوبرا سوفييتية 'semyor korko' نجت من المصاعب الأولى للإنتاج ووصلت للمسرح سنة 1940 لكن سرعان ما سقطت بسبب موضوعها غير المناسب.
فقط حب الثلاث برتقالات نالت شهرة دولية بحق لبروكفييف أثناء حياته. نجاحها مبرر كليا من كل اوبراته حبكتها تبدو مناسبة أكثر شيء لمواهب المؤلف الطبيعية. كتب بروكفييف ما كان فوق كل شيء اوبرا مسلية وهي تسبب ضجة مصقولة ورفيعة. الطبيعة المتطايرة للحكاية الخيالية التي أعاد ابتكارها على أساس موسيقي بطريقة مميزة كليا وفردية تماما. نوتته مرسومة مثل الموازييك الملون في أنماط لها اشكال موسيقية قصيرة جدا مختلفة في شكلها مثلما في التوزيع، هذه الاشكال تحتاج لطاقة ودافع هائل طالما تتصل ب الموقف الدرامي وتستبدل في الحال حين يستهلك دافعها معظم الافكار اللحنية اللميزة في الحال هي في حد ذاتها متكررة وتمتد لأوستناتو تراكمي. اللحظات الغنائية الممتدة نادرة في العمل لكن لهذا السبب نفسه تكون هذه اللحظات جميلة ومرة في نفس الوقت إحساس بروكفييف بالمسرح مؤثر دون شك. حتى مع هذه الاوبرا كان يوجد مشاكل مبدئية في العرض. رغم مرض شبه مميت في الربيع أكمل بروكفييف العمل في الموعد وقبل ديسمبر كانت البروفات متقدمة ثم توفي المايسترو كمبانيني وتأجل العرض الأول للموسم التالي. نتج عن هذا نزاع على التعويض المالي إضافة لتاجيل أخر ولم تعرض الاوبرا حتى ديسمبر 1921.
أثناء هذا المشوار الفني الأمريكي لبروكييف وصل لنقطة منخفضة. بتكريس كل طاقاته للأوبرا ضحى بمعارفه في عالم العرض الموسيقي وفي أية حال مروجوه لم يرغبون في المجازفة بالدعاية السيئة التي قد يكسبها بعرض أكثر من اللازم من موسيقاه. كان يعاني من صعوبة مالية. قراره بمغادرة الولايات المتحدة أصبح حتميا لكن لم يرغب في العودة لروسيا مع إحساس بالفشل وجه أنظاره لباريس حيث كانت فرقة الباليه الروسي لدياجليف اكملت مواسمها للاوبرا والباليه. لكن حتى في وسط خيبة أمله بدأ العمل في اوبرا أخرى. «الملاك الغاضب» لم يكلف بكتابته وفي أي ضوء اقتراح غير حكيم قد يكون الهروب المطلق. هذا العمل الغريب رغم أنه قوي موسيقيا يبدو بالتأكيد حقق الحاجة الداخلية القوية في بروكفييف في فقط نوتة أخرى «الحرب والسلام» هل استخدام وقت ورعاية كبيرة للغاية.
«الملاك الغاضب» ربما أصعب من كل أوبراته التي تضعها في السياق. في اهتمامها بالشخصيات التي لم يعرف عنها الكثير الشخصي والتي تكون سلوكها طقسية كليا يبدو بعيدا عن أي تقاليد للاوبرا الروسسية. أيضا وسائل بروكفييف لوضع البناء الموسيقى (الاوبرا الكاملة تعتب ربناء ممتد محكم لحنيا للسوناتا التي يتداخل فيها سلسلة من حلقات الاحداث المتضمنة في ذاتها) فريد في موسيقاه وقد تبدو لها تقارب مع دراما موسيقى فاجنر-شترواس. الثراء الكروماتي العام للغاية الهارمونية أيضا يدين كثيرا للتقليد الجرماني. مع ذلك تبدو الاوبرا تماما عكس عمل أي مؤلف اخر وحقا في الصلة الوثيقة والكثافة المستمرة لتعبيرها الشخصي انه أيضا استثنائي في إنتاج بروكفييف.
في أبريل 1920 ذهب بروكفييف إلى باريس. اتصاله مع أمريكا استمر في المدى القصير ما زال عليه حضور إنتاج حب الثلاث برتقالات وحتى 1938 قدم جولات طويلة للحفلات الموسيقية في كل انحاء أمريكا الشمالية. لكن كمؤلف لاقى قبولا أكبر في أوروبا وكان في فرنسا ان كتب معظم موسيقاه على مدى ال16 سنة التالية. مباشرة جدد اتصاله بدياجليف وسترافنسكي ونتيجة هذا قضى صيف 1920 في ما ننتسي لاجولي يراجع باليه «حكاية مهرج» ليدمجه في موسم الصيف التالي للفرقة. في ديسمبر قدم جولة حفلات طويلة إلى كاليفورنيا التي وجدها مبهجة هناك كتب «خمس اغاني دون كلمات» مصنف رقم 35 للسوبرانو نينا كوشتس.
«حكاية مهرج» افتتحت في باريس 17 مايو 1921 كعمل جديد للموسم. كان إنتاجا باهظا اسعد الجماهير الباريسية لكن سرعان ما صدم النقاد في لندن. كان بروكفييف راضيا عن الاثارة التي أحدثها ذهب بروكفييف في الصيف إلى أنرتات على ساحل بريتاني ليعمل في كونشرتو البيانو الثالث. فكرة كتابة كونشرتو كبير لعازف ماهر لادائه الخاص كان في ذهنه لعدة سنوات وكثير من الالحان الأساسية كانت بالفعل مرسومة. جزء من الحركة الأولى يرجع إلى 1911 اللحن الأساسي للحركة الثانية كتبه سنة 1913، اللحنان الاساسيان في الحركة الأولى واثنان من التنويعات المحورية ترجع تاريخها 1916-17، وجزء من الخاتمة جاء من الرباعية الوترية التي تخلى عنها سنة 1918. لكن رغم أصولها المختلفة كان هذا واحد من أكثر أعمال بروكفييف الجذابة والمرضية، ما زال أكثر أعماله الشائعة من الخمس كونشرتات للبيانو. في كل من الثلاث حركات وفي العمل ككل المؤلف نجح في ايجاد توازن شعري وبنائي بين لحظات «المواجهة» التي وجدها لا تقاوم والاستمرار الكلي. أيضا واحد من أكثر النوت المبتكرة بحق على اساسا الجودة الكبيرة لافكارها اللحنية.
في بريتاني جدد بروكفييف صداقته مع بالمونت الذي هاجر لفرنسا. اسرته الصور الغريبة والوحشية لبالمونت في اوج الإبهام الرمزي في سانت بطرسبرغ قبل الحرب ولحن العديد من قصائده وقتها ولاحقا في اغانيه في مصنف رقم 7 و9 و23 وفي الكنتاتا الدرامية «هم سبعة» مصنف رقم 30. خلال صيف 1921 لحن خمس قصائد جديدة في مجموعته من مصنف رقم 36 استبدله بالمونت بسونيت في كونشرتو البيانو الثالث.
في نهاية أكتوبر عاد بروكفييف في شيكاجو لبروفات عمل «حب الثلاث برتقالات». العرض الأول المقدم بالفرنسية لاقى استقبالا دافئا في شيكاجو ربما ببساطة من الفخر القومي لكنه لم يقدره النقاد في نيويورك الذين سمعوه بعد عدة اسابيع. كانت هناك ردود فعل مماثلة من المدينتين تجاه كونشرتو الباينو الثالث الذي يقدمه المؤلف في ديسمبر ويناير. حقا موسمه الأمريكي الذي بدأ بشكل ناجح بما يكفي انهار بالكامل في ربيع 1922 حين استقالت ماري جاردن مشجعته مع اوبرا شيكاجو من ادارتها. مع هذا ذبلت آماله لعرض «الملاك الغاضب» ومرة أخرى تراجع عن المشهد الأمريكي «مع الف دولار في جيبي ورأسي يتالم».

### باريس 1922-1936
غادر بروكفييف الولايات المتحدة وعاد لأوروبا في مارس 1922 مع رغبة كبيرة للسلام والهدوء والوقت للتأليف. ذهب أولا لباريس لينضم لوالدته التي غادرت روسيا في ربيع 1920. ثم معها ومع الشاعر بوريس فيرن استأجر منزلا في قرية إيتال، قرب أوبير مارجاو في جبال الألب البافارية. كان هذا منزله الأول بعد أربع سنوات من السفر وال18 شهر التي قضاها هناك كانت على جوانب كبيرة من الأهمية الحاسمة لمستقبله. مول عائدات رحلته الأمريكية والحفلات التي أكمل تقديمها في المراكز الأوروبية كان لبعض الوقت قادرا على تكريس معظم جهوده نحو الغايات المربحة – وزع نوت البيانو لا، برا حب الثلاث برتقالات وحكاية المهرج للنشر واستخرج متتالية سيمفونية من الباليه لكنه أساسا عمل في الملاك الغاضب. جو الريف المحيط كان مشجعا على العمل – سبت الساحرات المصور في الملاك الغاضب لابد أنه حدث وقتها وقبل بداية 1923 أكمل الاوبرا في نوتة البيانو. ثم راجع كونشرتو البيانو الثاني حيث أن النوتة الاصلية فقدت وبدأ سوناتا البيانو الخامسة.
في ربيع 1923 تلقى بروكفييف أول دعوة رسمية ليعود لروسيا حين عرضت عليه اوركسترا لننجراد الفيلهارمونيك سلسلة من التكليفات للحفلات على مدى الخمس سنوات ظل على اتصال بالشئون الموسيقية في الاتحاد السوفييتي خلال اتصاله مع اصدقاء شخصيين. كان على اتصال بمياسكوفسكي ومايرهولد الذي دافع بولاء عن قراره في البقاء في الخارج بعيدا عن المؤسسة الموسيقية السوفييتية. في مايو 1923 ظهر تقرير عن أنشطته في إحدى الصحف وفي نفس الوقت تقريبا عرضت بعض أحدث أعماله في لننجراد وموسكو. ثلاثة من الأغاني في مصنف 36 عرضت أول مرة في موسكو في أكتوبر 1923 عرض كونشرتو البيانو الثالث ومتتالية السكوثيين قدم كليهما هناك في 1925 وفي فبرياير 1926 حب الثلاث برتقالات افتتحت في للنجراد حيث قدمت ل49 عرض. لكن عام 1923 لم يكن بروكفييف مستعدا بعد للعودة لروسيا. مشواره في غربي أوروبا بدا توا والمستقبل يبدو واعدا. كانت له روابط عائلية قوية هناك، كانت والدته مريضة وتعتمد عليه بشكل كبير (ماتت في ديسمبر 1924). في سبتمبر 1923 تزوج من المطربة الإسبانية لينا لوبيرا وعام 1924 ولدت له ابنه سفياتسلاف وابنه الثاني اوليج ولد عام 1928. لذا رفض العرض من لننجراد، ودعوة مماثلة في العام التالي، لكنه حافظ على الاحتمال مفتوحا للمستقبل.
بعد زواجه انتقل بروكفييف مع أسرته إلى باريس. على مدار الأشهر القليلة التالية عرضت العديد من أعماله أول مرة هناك – كونشرتو الكمان الأول وكونشرتو البيانو الخامس وكونشرتو البيانو الثاني الذي راجعه و"إنهم سبعة" لكن بنجاح مختلف. ربما لأن الغرابة في مصطلحاته الموسيقية ومزيجها للعناصر المتطورة مع نوع من البراءة والتنافر الصلب مع الطابع الغنائي الرقيق ربما أيضا بسبب شخصيته لابد أن بروكفييف اعتبر باريس في أوائل العشرينات عالم يصعب قهره أو احداث صدمة له أو اسعاده. لتكون روسي لم يعد يعني انك انيقا. قد يكون سترافنسكي ما زال شخص تقليدي في الدوائر الموسيقية لكن الآن كان باريسي بحق ولا يمكن أن يوافق بروكفييف على موسيقاه الحديثة "طابع باخ الزائف" لديه كما وصفه بروكفييف لاحقا. داريوس ميلو وبولينك وأعضاء مجموعة الستة الآخرين كانوا مبهمين ورغم ان بروكفييف كان ودودا معهم لم يتمكن من مشاركة مواقفهم الموسيقية. لكن في صيف 1924 السنة التي كتب فيها هونيجير عمله "الباسيفيك 231” شرع في كتابة عمله الخاص "من الحديد والصلب".
كانت هذه السيمفونية الثانية ربما أكثر الاعمال جاذبية له بالتأكيد حركته الأولى على العقل اكثر النوتات تعقيدا. كان مصمما على احداث اثارة مع عمله بذل الجهد على تاليفه لاكثر من تسع أشهر وجد المهمة صعبة على غير المعتاد. إنتاجها كمتابعة لإنتاج لننجراد لعمل «حب الثلاث برتقالات».
مراجعات بروكفييف التي أجراها على مدى شتاء 27-28 كانت مكثفة. قبل الآن كان مؤلفا مسرحيا خبيرا، أراءه عن الأوبرا تعدلت كثيرا منذ 1917. رفض تلك الأجزاء من النوتة التي ضمت تآلفات عاصفة وضحت التوزيع وفرضت درجة أكبر من النظام على البناء الكامل للعمل. لكن النتيجة لم تكن أهدأ من الأصل، الطبيعة الثورية لتصور بروكفييف أوضح وأكثر إنجازا بشكل مؤثر. "المقامر" قدم عرضه الأول الناجح في أبريل 29 لكن كان في بروكسل. في لننجراد "الاهتمام بالمشروع ضعف تدريجيا" في ضوء رفض "الرابطة الروسي للموسيقى للأوبرا.
انشغل بروكفييف بعملين كبيرين ومهمين خلال باقي 1928: السيمفونية الثالثة وباليه الابن الضال. كانت السيمفونية نتاج إيمان بروكفييف الذي لا يهتز بقيمة الملاك الغاضب. في يونيو 1928 الفصل الثاني من الاوبرا منح عرض بقيادة كوسفتزكي في باريس وقرر بروكفييف انه بدلا من متتالية أوركسترالية من الموسيقى قد يطور بمادتها اللحنية سيمفونيا. الدراما وحدة السيمفونية الثالثة الناتجة مصنف رقم 44 مجرد تلميحات للسامع بأصولها الأوبرالية. أصر بروكفييف أنه في سياقها الجديد لا ينبغي اعتبار موسيقاه ذات برنامج أو مجرد توضيح وحقا تراكيبه والتناقض الدرامي يبدو اكتسب أهمية موسيقية أكبر في السيمفونية. المؤلف اعتبرها واحدة من أفضل نوته وواحدة شعر فيها أنه «نجح في تعميق لغته الموسيقية».
طلب دياجليف لباليه عن موضوع إنجيلي للمسيح كان مدهشا لبروكفييف مثل آخر تكليف له لكنها كانت مهمة وجدها «سهلة وسارت» بمساعدة حبكة قوية درامية كتب ووزع الموسيقى خلال ثلاثة أشهر. العملان الجديدان عرضا أول مرة خلال أربعة أيام في منتصف مايو 1929 – لم يمر الباليه دون مشاكل. كان دياجليف بالفعل مريض (مات فقط بعد شهرين) وفقد الحماس للعمل، ولم يرغب «ليفار» في أداء الدور الرئيسي. كان فقط في الدقيقة الأخيرة أن سار كل شيء على ما يرام ولاقى باليه بروكفييف في برنامج مع «رينارد» لسترافنسكي استقبالا حارا.
إنتاج «الابن الضال» ميزت قمة نجاح بروكييف في باريس. الباليه عمل مؤلف موسيقي بالكامل يسيطر على سلطاته الإبداعية. لم ينتج قط نوتة أكثر غنائية أو جميلة لحنية من هذا. في ذلك تصادف أنها تميز نهاية عصر، حضاريا (كان موسم دياجليف الأخير) وشخصيا لبروكفييف (كان عمله الأساسي الاخير المكتوب خصيصا للعرض في باريس) هو عمل له أهمية خاصة في إنتاجه. بتعارض قوي مع السيمفونية الثالثة الباليه رائع وشفاف بالفعل أقرب في الطابع لبعض أعمال الفترة السوفييتية – «سندريلا» أو السيمفونية السادسة، مثلا – منها لباليهاته الأولى. تحول أسلوبه الموسيقى حدث ليس خلال الصراع لكن من الواضح مع سهولة رائعة.
حين تلقى تفويض في صيف 1929 لعمل سيمفوني لتخليد الذكرى الخمسين لأوركسترا بوسطن السيمفوني، مرة أخرى فكر بروكفييف. إعادة استخدام المادة من موسيقاه المسرحية. السيمفونية الرابعة المستوحاة جزئيا من موسيقى «الابن الضال» وجزئيا من موسيقى كتبها للباليه لكن لم تكن ضمنه كانت أقل نجاحا من الثالثة. كسيمفونية بدت تفتقر في الدافع وهذا رغم – أو ربما بسبب – ثراء وجمال أفكارها اللحنية.
في أكتوبر 1929 تعرض بروكفييف لحادث سيارة أصاب يديه مؤقتا حتى أنه زيارته لموسكو في نوفمبر كانت دون حفلات. تمكن في هذه المناسبة من سماع الكثير من الموسيقى السوفييتية الجديدة ولتطلع عن بعض أعمال المؤسسة الموسيقية، رغم أنه ما زال دخيلا. بشكل أو آخر بعد التعافي من الحادث، قام بجولة حفلات مكثفة لأمريكا وكندا وكوبا في أوائل 1930. منذ نجاحه في أوروبا زاد الاحترام لموسيقى بروكفييف بشدة في أمريكا واستقبال الجمهور والصحافة له كان «جادا تماما هذه المرة». كلفته مكتبة الكونجرس بكتابة رباعية وترية، وأوبرا متروبوليتان في نيويورك أبدت اهتمام تعرض «الملاك الغاضب». ارتفعت آماله لكن مرة أخرى بدأ بروكفييف مراجعة ثانية للبناء الدرامي للأوبرا الفصل الثاني انقسم لعدد من المشاهد القصيرة الديناميكية. لكن مرة أخرى فشل الإنتاج في التنفيذ والمراجعة المخططة لم تكتمل ابدا.
لدى عودته لأوروبا أعطه بروكفييف سلسلة حفلات في بروكسيل وتورين ومونت كارلو وميلان قبل العودة لباريس العمل في الرباعية الوترية وفي باليه جديد كلفته به أوبرا باريس. الباليه «على ضفاف نهر الدنيبر» كتبه بالتعاون مع «ليفار» أقل خلودا من أعماله المسرحية. حبكتها دارت وسط مزارعي أوكرانيا لم تكن جذابة. كتب موسيقاها كمقطوعة مجردة ورغم أنها تشبه «الابن الضال» في المصطلح فإن بناءها فضفاض وباهت نوعا ما. لم تستمر لأكثر من عدة عروض في دار الأوبرا سنة 1932.
بعيدا عن السوناتا الخامسة لم يكتب بروكفييف علميا أي شيء للبيانو في العشرينات. قد يكون أنه فقد الثقة في معالجة هذا النوع. أيا ما كان السبب، مجموعة الأعمال التي كتبها للبيانو في أوائل الثلاثينات – كونشرتو البيانو الرابع مصنف رقم 53 وعملي سوناتينا مصنف رقم 54 وكونشرتو البيانو الخامس مصنف رقم 55 – ليست مجرد مقطوعات غريبة نوعا ما لكن رغم حركاتها السريعة الحيوية تبدو مرنة وغير مؤكدة. كان يمكن لهذا النوع الحدوث في بعض الأعمال بسهولة، لكن بروكفييف نفسه لاحقا وصف هذه السنوات كفترة إحباط إبداعي للبحث عن "بساطة جديدة" – بساطة مع أشكالها الجديدة وبناء نغمي جديد" الذي شعر أنه أسيئ فهمه. بلا شك في ضوء استكشافات سترافنسكي الكلاسيكية المجددة التي لم يوافق عليها بروكفييف ونظام شونبرج التسلسلي الذي كان غريبا على بروكفييف من ناحية المزاج والتأليف، شعر بالإجبار على فحص تقنياته الخاصة على الأرجح أهم من السابق له أن يحافظ على فرديته الموسيقية.
على المدى القصير لم تكن أبحاثه ناجحة صراحة. لا الكونشرتو الرابع لسنة 1931 هو تكليف من عازف البيانو النمساوي بول فتجنشتاين وكتبه لليد اليسرى وحدها ولا يبدو الكونشرتو الخامس لسنة 1932 يعرض بشكل مسموع «أشكال جديدة» أو أيا ما كان «البناء النغمي الجديد» الذي كان في ذهنه. السابق كان عملا حيويا من أربع حركات، متواضع في المجال، لكنه يتميز ببراعة كبيرة لعازف البيانو الأخير كان خطط له كعمل غير ماهر أصلا يطلق عليه «موسيقى للبيانو» بدلا من كونشرتو رغم أنه تطور لمتتالية من خمس حركات مليئة بالأمزجة الحيوية والتناقضات الجادة. كلا العملين مجزئين بشكل أوضح من أعماله في العشرينات. أشكال أجزاءها مألوفة بما يكفي – السوناتا-الروندو، والروندو والأشكال الثلاثية غالبا مع تكرار عالي الزخرفة. مع ذلك بناءها اللحني رغم تدوينه الكثيف غالبا أقل تعقيدا ودياتوني أكثر من السابق ومع هذا ألحانه (دائما عنصر سائد في موسيقاه) يبدو حصل على نوع من التقلب المزاجي. لم يترك أي الأعمال أثرا على الجمهور. الكونشرتو الرابع استقبله فتجنشتاين بتهذيب لكن قلة فهم كامل، ولم يعزفه قط في حين الكونشرتو الخامس ربما بسبب نقص معين في التماسك الكلي لم يعرض بشكل واسع فعلا مثل كونشرتو البيانو الأول والكونشرتو الثالث.
الأعوام 1932-36 مثل مرحلة 1918-22 شهدت تغير في أحوال بروكفييف. كان وقت اتخاذ القرار: سواء العودة للاتحاد السوفييتي ويصبح مواطن سوفيتي أو ليظل مثلما فعل سترافنسكي ورخمانينوف في الغرب كمهاجر. تماما حين اتخذ قراره أو حتى إذا صاغه على هذا النحو لا يكون واضحا فيكتور سيروف في سيرته عن بروكفييف يصف حوار معه في باريس عام 1932 دل على أنه اتخذ قراره بالفعل، تختلف مصادر أخرى. من الأسهل التكهن بشأن أسباب قراره بالعودة. ربما بسذاجة يبدو أنه لم يفكر في المدلولات السياسية لهذه الخطوة. بروكفييف لم يحمل قط أي آراء سياسية قوية قد يكون افترض أن السلطات السوفييتية ستحترم هذا وإذا أحضرت أي ضغوط لتترك أثرا على المؤلفين، من كل الأشخاص، هذه لا تنطق عليه لحد ما. بساطة تمام أراد لعودة للوطن. خلال مدة بقاءه في الغرب لم يتوقف قط، فوق كل شيء، عن كونه روسي. أقام الكثير من العلاقات الوثيقة لكن أصدقاءه الحقيقيين كانوا روس ومعظمهم مياسكوفسكي وديرزانوفسكي وميرهولد وأساييف كانوا في الاتحاد السوفييتي. افتقد للدعم وثقة هؤلاء الأشخاص، أكثر شيء افتقد للحافز الفعال لكونه في رفقة الروس في روسيا.
رغم أنه تمتع بالرخاء المادي، والنجاح مع الجمهور، والاتصال مع أشخاص بارزين من الثقافة الغربية، افتقد بروكفييف وطنه بتزايد – زيارات للاتحاد السوفييتي أعوام 1927 و29 و32 ادى به لاختتام التزاماته في الخارج والعودة لموسكو للأبد. من 1933 حتى 1935 اعتاد المؤلف بالتدريج على الأحوال الجديدة وأصبح أحد الشخصيات البارزة في الحضارة السوفييتية. أخيرا أغلق شقته في باريس عام 1936 وقام بجولته الأخيرة الغربية عام 1938. في العقدين اللذين يكونان الفترة السوفييتية من عمل بروكفييف – 1933 حتى 1953 – الصفات الواقعية لفنه أصبحت محددة بشكل أوضح. تركيب السبل المقامية التقليدية واللحنية مع الابتكارات الأسلوبية لموسيقى القرن العشرين تحققت بشكل أكمل.
في السنوات التي سبقت الحرب العالمية الثانية، ابتكر بروكفييف عددا من الروائع الكلاسيكية. تضمنت هذه كونشرتو الكمان الثاني في مقام صول صغير 1935 وباليه روميو وجولييت 1935-36. عمله في المسرح والسينما ادى لعدد من المتتاليات الساحرة ذات البرنامج مثل متتالية «الملازم كيج» 1934 ومتتالية الليالي المصرية 1934 وحكاية الأطفال السيمفونية «بيتر والذئب» 1936.

### العودة إلى الاتحاد السوفييتي
كانت عملية عودته تدريجية، لم يكن حتى ربيع 1936 أنه أقام بشكل دائم في موسكو. حتى ذلك الوقت كل منه وزوجته حمل جواز سفر «نانسين». رغم أن رحلاته في الاتحاد السوفييتي أصبحت متكررة بتزايد بعد 1932، وفي 1933 استخدم شقة في موسكو ما زال منزله في باريس. أقامت أسرته هناك، كل أملاكه هناك مع معظم الموسيقى التي كتبها بين 1932 و1936 كانت في باريس.
تدريجيا مصادر تفويضات بروكفييف تغيرت. من أعمال هذه الفترة فقط اثنان لهما أصول في فرنسا: سوناتا لآلتي كمان كتبت لحفلات موسيقى الحجرة لتريتون في باريس، وكونشرتو الكمان الثاني كان تكليفا من عازف الكمان الفرنسي روبرت سوتانز. الكونشرتو قدم عرضه الأول في مدريد في جولة قام بها سوتانز مع بروكفييف لأسبانيا والبرتغال وشمال أفريقيا في نهاية 1935. عملان آخران "الأغنية السيمفونية مصنف رقم 57” وكونشرتو التشيللو في مقام صول صغير مصنف رقم 58، رغم كتابتها للعرض في باريس قدمت عروضها الأولى في موسكو عامي 1934 و1938. الباقي كلها مقطوعات من نطاق كبير كتبت للعرض السوفييتي. من هذه الأعمال فقط كونشرتو الكمان الثاني يظهر كل من الثقة الإبداعية والبراعة الفنية لأفضل موسيقى لبروكفييف. قرر من البداية أنه قد يختلف تماما عن كونشرتو الكمان الأول الذي كتبه منذ 17 عاما؛ كان يعتبر عملا حميما، "سوناتا للكمان والأوركسترا".
اتجه لكتابة الأوبرا فوضع قالب دراما معاصرة للحياة الشعبية «سميون كولكو» التي تناولت أحداث من الحرب الأهلية في أوكرانيا 1939. أساس الأوبرا الهزلية الحديثة «خطبة في الدير» كتبها عام 1940 وأنتجها عام 1946) كانت مسرحية «الوصيفة المسنة» التي كتبها الكاتب المسرحي الإنجليزي ريتشارد برنسلي شريدان. الكنتاتا التذكارية للاحتفال بالذكرى السنوية العشرين لثورة أكتوبر 1937 على نصوص لكارل ماركس و«في آي لينين» وجوزيف ستالين، وكنتاتا «النخب» 1939 التي كتبها للاحتفال بعيد الميلاد الستين لستالين.
في رحلته الأخيرة بالخارج، زار بروكفييف هوليوود حيث درس المشاكل الفنية للسينما ما عرفه طبقه بعبقرية في الموسيقى القومية المذهلة لفيلم سيرجي أينشتاين بعنوان «ألكسندر نيفسكي» حيث تناول الصراع الروسي البطولي ضد الأبطال التيوتونيين في القرن الثالث عشر – الكنتاتا ألكسندر نيفسكي اعتمدت على موسيقى الفيلم. أحد قمم فن بروكفييف كانت إنتاج باليه روميو وجولييت في لننجراد حيث لعبت جالينا أولانوفا الدور الرئيسي. خلال الثلاثينات شارك بروكفييف في العمل التنظيمي لاتحاد المؤلفين وظهر كمايسترو وكعازف بيانو وسافر كثيرا في المدينة.
عشية الحرب العالمية الثانية هجر زوجته وأبناءه من أجل الشاعرة ميرا مندلسون التي صارت زوجته الثانية حسب القانون العام. زادت الحرب من حدة المشاعر القومية والوطنية لبروكفييف. بغض النظر عن صعوبات سنوات الحرب، ألف بسلاسة ملحوظة حتى عند إخلاء موسكو عام 1941 جعل ضروري له الانتقال من مكان لآخر حتى تمكن من العودة عام 1944.
منذ الأيام الأولى للحرب ركز اهتمام المؤلف على مشروع أوبرالي كبير النطاق: أوبرا مقتبسة من رواية ليو تولستوي “الحرب والسلام". سحره التوازي بني 1812 حين هزمت روسيا غزو نابليون والوضع الراهن حينها. النسخة الأولى من الأوبرا اكتملت قبل 1942 لكن بعدها راجع العمل وهي مهمة استغرقت 10 سنوات من العمل المكثف. من سمعه دهش من النطاق الواسع للأوبرا (13 مشهد وأكثر من 60 شخصية ومزيجها الفريد للسرد الملحمي مع المشاهد الغنائية التي تقدم المصير الشخصي للشخصيات الأساسية. اهتمامه المتزايد بالصور الملحمية القومية يظهر في الروعة البطولية للسيمفونية الخامسة في مقام سي بيمول الكبير وفي الموسيقى لفيلم أينشتاين من جزئين "إيفان الرهيب". عاش المؤلف في القوقاز وآسيا الوسطى والأورال فكان مهتما بالفلكلور وهو اهتمام انعكس في الرباعية الوترية الثانية في مقام فا الكبير على ألحان كبارديان وبالكار وفي الأوبرا الكوميك "خان بوزاي" (لم تكتمل) على ألحان للحكايات الشعبية الكازخستانية وثائق من هذه الأيام المرهقة ثلاث سوناتات للبيانو رقم 6 و7 و8 مذهلة في الصراع الدرامي لصورها ونشاطها الذي لا يمكن كبته.
كان العمل الكثير له تأثير مميت على صحة المؤلف، كما كان الضغط الذي عانى منه عام 1948 حيث منعته اللجنة المركزية للحزب الشيوعي من العمل إضافة إلى المؤلفين السوفييت الآخرين. أثناء السنوات الأخيرة من حياته نادرا ما ترك فيلته في ضاحية بموسكو لكن ميله للابتكار ما زال واضحا في أعمال هامة مثل السيمفونية رقم 6 في مقام مي بيمول الصغير الذي ملئ بذكريات عن مأساة الحرب الماضية والسينفونيا كونشرتو للتشيللو والأوركسترا في مقام مي الصغير الذي كتبه بالاستشارة مع المايسترو وعازف التشيللو مستسلاف روسترو بفتشي وسوناتا الكمان في مقام فا الصغير الذي أهذاه لعازف الكمان ديفد اويستراخ الملئ بالصور الشعبية الروسية. تماما مثلما في السنوات الأولى كرس المؤلف الجزء الأكبر من طاقته للمسرح الموسيقي مثلما في اوبرا حكاية رجل حقيقي وباليه الزهرة الصخرية واوراتوريو «من اجل السلام». السيمفونية السابعة الغنائية في مقام دو دييز الصغير كان العمل الاخير للمؤلف.
في عام 1953 مات بروكفييف فجأة بسبب نزيف في المخ. في جدول أعماله ظل جزء من الأعمال غير المكتملة بما في ذلك اسكتشات لكونشرتو سادس لآلتي بيانو وسوناتا عاشرة وحادية عشرة للبيانو وسوناتا صولو للفيولنسيل. شهدت السنوات اللاحقة تطورا سريعا في شعبيته في الاتحاد السوفييتي وفي الخارج. في 1957 حصل بعد وفاته على اعلى وسام من الاتحاد السوفييتي وجائزة لينين على سيمفونيته السابعة.

## وصلات خارجية
- سيرغي بروكوفييف على موقع IMDb (الإنجليزية)
- سيرغي بروكوفييف على موقع الموسوعة البريطانية (الإنجليزية)
- سيرغي بروكوفييف على موقع مونزينجر (الألمانية)
- سيرغي بروكوفييف على موقع ألو سيني (الفرنسية)
- سيرغي بروكوفييف على موقع ميوزك برينز (الإنجليزية)
- سيرغي بروكوفييف على موقع أول موفي (الإنجليزية)
- سيرغي بروكوفييف على موقع قاعدة بيانات برودواي على الإنترنت (الإنجليزية)
- سيرغي بروكوفييف على موقع قاعدة بيانات الأفلام السويدية (السويدية)
- سيرغي بروكوفييف على موقع إن إن دي بي (الإنجليزية)
- سيرغي بروكوفييف على موقع أول ميوزيك (الإنجليزية)